# Скорпион (телесериал)
«Скорпио́н» (англ. Scorpion) — американский драматический телесериал, частично основанный на жизни и деятельности гения и компьютерного эксперта Уолтера О’Брайана. В сериале Уолтер набирает команду из таких же гениев как он, которые помогают ему в решении глобальных проблем. Премьера состоялась на CBS 22 сентября 2014 года.
12 мая 2018 года сериал был закрыт после четырёх сезонов.
Впервые транслировался на канале Fox Life. С 25 сентября 2017 года сериал транслируется в эфире канала ТВ-3.

## Сюжет
Эксцентричный компьютерный гений Уолтер О’Брайан и его команда одаренных маргиналов не могут нормально жить в обществе. До тех пор, пока в один прекрасный день федеральный агент Департамента внутренней безопасности США Кейб Галло не вербует их, когда возникает серьезная проблема. Несмотря на то, что у О’Брайана и Галло есть неудачная история совместной работы, он и его друзья соглашаются помочь решить проблему и, в конечном итоге, становятся последней линией обороны против сложных высокотехнологичных угроз по всему миру.
Команда гениев под кодовым названием «Scorpion» включает в себя Уолтера О’Брайена, одного из пяти умнейших людей в мире с IQ 197, и его друзей (как Агент Галло описывает их) «человека-калькулятора» Сильвестра Додда, «гениального механика» Хэппи Куинн и «психолога мирового класса» Тоби Кёртиса (учился на бихевиориста в Гарварде). Также в команду входит Пейдж Динин, бывшая официантка, которая помогает гениям понять реальный мир, а они в свою очередь переводят её одарённого сына Ральфа ей.

## Актёры и персонажи
| актёр          | персонаж           | сезоны       | сезоны    | сезоны    | сезоны    |
| актёр          | персонаж           | 1            | 2         | 3         | 4         |
| -------------- | ------------------ | ------------ | --------- | --------- | --------- |
| Элиес Габел    | Уолтер О’Брайан    | постоянно    | постоянно | постоянно | постоянно |
| Кэтрин Макфи   | Пейдж Динин        | постоянно    | постоянно | постоянно | постоянно |
| Роберт Патрик  | Агент Кейб Галло   | постоянно    | постоянно | постоянно | постоянно |
| Эдди Кэй Томас | Доктор Тоби Кёртис | постоянно    | постоянно | постоянно | постоянно |
| Джейдин Вонг   | Хэппи Куинн        | постоянно    | постоянно | постоянно | постоянно |
| Эри Стидэм     | Сильвестр Додд     | постоянно    | постоянно | постоянно | постоянно |
| Райли Б. Смит  | Ральф Динин        | периодически | постоянно | постоянно | постоянно |

## Эпизоды
| сезон | сезон | эпизоды | оригинальная дата показа | оригинальная дата показа | рейтинг Нильсена | рейтинг Нильсена     | рейтинг Нильсена |
| сезон | сезон | эпизоды | премьеры сезона          | финала сезона            | рейтинг          | зрители США миллионы |                  |
| ----- | ----- | ------- | ------------------------ | ------------------------ | ---------------- | -------------------- | ---------------- |
|       | 1     | 22      | 22 сентября 2014         | 20 апреля 2015           | 15               | 13,63                |                  |
|       | 2     | 24      | 21 сентября 2015         | 25 апреля 2016           | 17               | 12,05                |                  |
|       | 3     | 25      | 3 октября 2016           | 15 мая 2017              | 22               | 10,65                |                  |
|       | 4     | 22      | 25 сентября 2017         | 16 апреля 2018           | 43               | 8,38                 |                  |

## Реакция

### Отзывы критиков
Пилотный эпизод получил негативные отзывы от критиков. На Rotten Tomatoes рейтинг сериала составляет 40%, что основано на 47-ми рецензиях, со средним рейтингом 5,1/10. На Metacritic рейтинг шоу составляет 48 из ста, что основано на 24-х «смешанных и средних» отзывах.

### Рейтинги
| Сезон | Эпизоды | Таймслот (ET)     | Премьера сезона  | Премьера сезона    | Финал сезона   | Финал сезона       | ТВ сезон | Ранк | Зрители (миллионы) |
| Сезон | Эпизоды | Таймслот (ET)     | Дата             | Зрители (миллионы) | Дата           | Зрители (миллионы) | ТВ сезон | Ранк | Зрители (миллионы) |
| ----- | ------- | ----------------- | ---------------- | ------------------ | -------------- | ------------------ | -------- | ---- | ------------------ |
| 1     | 22      | Понедельник 21:00 | 22 сентября 2014 | 13,83              | 20 апреля 2015 | 10,71              | 2014-15  | #15  | 13,63              |
| 2     | 24      | Понедельник 21:00 | 21 сентября 2015 | 11,09              | 25 апреля 2016 | 8,98               | 2015-16  | #17  | 12,05              |
| 3     | 25      | Понедельник 22:00 | 3 октября 2016   | 8,30               | 15 мая 2017    | 7,89               | 2016-17  | #22  | 10,65              |
| 4     | 22      | Понедельник 22:00 | 25 сентября 2017 | 5,75               | 16 апреля 2018 | 5,22               | 2017-18  | #43  | 8,38               |